# Duke Jordan
Irving Sydney "Duke" Jordan (Brooklyn, Nueva York, 1 de abril de 1922 – Valby, Copenhague, 8 de agosto de 2006) fue un pianista y compositor estadounidense de jazz, considerado como uno de los principales impulsores del bebop.

## Historial
Debuta profesionalmente en 1933, siendo aún un niño. A comienzos de los años 1940, ya toca con algunos de los más grandes del jazz: Coleman Hawkins, Roy Eldridge, Stan Getz y, entre 1946 y 1948, Charlie Parker, con quien graba, en compañía de Miles Davis, varias sesiones para la compañía Dial. En la década siguiente graba y realiza giras con asiduidad, con músicos como Oscar Pettiford, Cecil Payne, Gene Ammons, Rolf Ericson (en Suecia, 1956), Kenny Clarke y Kenny Dorham (en Francia). En los años 1960 deja temporalmente la escena musical, aunque ya en la década de 1970, se instala en Copenhague y graba con frecuencia para el sello SteepleChase.
Compuso parte de la banda sonora de la película de 1959, de Roger Vadim,  Las amistades peligrosas.

## Discografía[3]

### Como líder
- Jor-du (Prestige PR 7849)
- Jazz Laboratory Series: Do It Yourself Jazz, Vol. 1 (Signal S 101)
- Duke Jordan Trio and Quintet (Signal S 1202)
- Flight to Jordan (Blue Note CDP 7 46824-2)
- Les Liaisons Dangereuses (Charlie Parker PLP 813)
- East and West of Jazz (Charlie Parker PLP 805) con Sadik Hakim
- The Murray Hill Caper (Spotlite (E) DJ 5)
- Flight to Denmark (SteepleChase (D) SCS 1011)
- Two Loves (SteepleChase (D) SCS 1024)
- Truth (SteepleChase (D) SCS 1175)
- Misty Thursday (SteepleChase (D) SCS 1053)
- Duke's Delight (SteepleChase (D) SCS 1046)
- Lover Man (SteepleChase (D) SCS 1127)
- Duke Jordan Live in Japan, Vol. 1-3 (SteepleChase (D) SCS 1063)
- The Great Session (SteepleChase SCS 1150) 1981

### Como acompañante
- Art Blakey - Les Liaisons Dangereuses (Fontana (F) 680 203)
- Art Farmer Quintet - Featuring Gigi Gryce (Prestige PRLP 7017)
- Barney Wilen - Barney (RCA (F) 430053)
- Barney Wilen - Un Temoin dans la Ville (Fontana (F) 660 226-MR)
- Barry Miles - Miles of Genius (Charlie Parker PLP 804)
- Cecil Payne - Bird Gets the Worm (Muse MR 5061)
- Cecil Payne - Shaw 'Nuff (Charlie Parker PLP 506)
- Cecil Payne - The Connection (Charlie Parker PLP 806)
- Cecil Payne - Performing Charlie Parker Music (Charlie Parker PLP 801)
- Cecil Payne - Quartet and Quintet (Signal S 1203)
- Cecil Payne/Duke Jordan - Brooklyn Brothers (Muse MR 5015)
- Charles McPherson - Beautiful! (Xanadu 115)
- Clark Terry - Big-B-A-D-Band Live at the Wichita Jazz Festival (Vanguard VSD 79355)
- Coleman Hawkins - And his Orchestra (Decca 27853)
- Dizzy Reece - Comin' On (Blue Note CDP 7243 5 22019-2)
- Doug Watkins - Watkins at Large (Transition TRLP 20)
- Eddie Bert (Discovery DL 3024)
- Eddie Bert Quintet (Discovery DL 3020)
- Ernestine Anderson - It's Time for Ernestine (Metronome (Swd))
- Gene Ammons - Blues Up and Down, Vol. 1 (Prestige PR 7823)
- Gene Ammons - The Happy Blues (Prestige PRLP 7039)
- Gene Ammons All Star Sessions (Prestige PRLP 7050)
- Gigi Gryce/Phil Woods - Jordu (Savoy MG 12146)
- Louis Smith - Here Comes Louis Smith (Blue Note BLP 1584)
- Joe Carroll (Charlie Parker CP 201)
- Joe Holiday - Holiday for Jazz (Decca DL 8487)
- Julius Watkins - The Sextet, Vol. 1 & 2 (Blue Note CDP 7243 4 95749-2)
- Kenny Burrell - Blue Lights, Vol. 1 (Blue Note BLP 1596)
- Kenny Burrell - Blue Lights, Vol. 2 (Blue Note BLP 1597)
- Kenny Burrell - Swingin' (Blue Note (J) GXF 3070)
- Oscar Pettiford/Vinnie Burke - Bass by Pettiford/Burke (Bethlehem BCP 6)
- Paul Bascomb - Bad Bascomb (Delmark DL 431)
- Rolf Ericson - American All Stars (Metronome (Swd) JMLP 2-105)
- Rolf Ericson - And his American All Stars (EmArcy MG 36106)
- Sam Most - Mostly Flute (Xanadu 133)
- Sonny Stitt - Stitt's Bits (Prestige PRLP 7133)
- Sonny Stitt - The Champ (Muse MR 5023)
- Sonny Stitt - And the Top Brass (Atlantic SD 1395)
- Stan Getz - Hooray for Stan Getz (Session Disc 108)
- Stan Getz (Queen Disc (It) Q 013)
- Stan Getz - Duke Ellington 25th Anniversary Concert (FDC (It) 1005)
- Stan Getz - Getz Age (Roost RLP 2258)
- Stan Getz - Move! (Natasha Imports 4005)
- Stan Getz - Sweetie Pie (Philology (It) W 40-2)
- Stan Getz - The Complete Roost Recordings (Roost CDP 7243 8 59622-2)
- Stan Getz - The Way You Look Tonight c/w Stars Fell on Alabama (Mercury 89025x45)
- Stan Getz - Plays (Norgran MGN 1042)
- Stan Getz Quintet Live at Carnegie Hall (Fresh Sound(Sp) FSCD 1003)
- Stan Getz Quintet Live at the Hi-Hat 1953, Vol. 1 (Fresh Sound (Sp) FSCD 1014)
- Stan Getz Quintet Live at the Hi-Hat 1953, Vol. 2 (Fresh Sound (Sp) FSCD 1015)
- Teddy Williams - Touch of the Blues c/w Dumb Woman Blues (Prestige 715)
- That Top Tenor Technician Stan Getz (Alto AL 704)
- The Birdlanders, Vol. 1 (Period SPL 1211)
- The Birdlanders, Vol. 2 (Period SPL 1212)
- The Birdlanders, Vol. 3 (Period SPL 1213)
- The Inimitable Teddy Edwards (Xanadu 134)
- The Return of Howard McGhee (Bethlehem BCP 42)
- Tina Brooks - True Blue (Blue Note BLP 4041)
- Tina Brooks - True Blue (Blue Note CDP 7243 8 28975-2)
- Various Artists - A Night at the Five Spot (Signal S 1204)
- Various Artists - International Jam Sessions (Xanadu 122)
- Various Artists - Lestorian Mode (Savoy MG 12105)
- Various Artists - The Piano Players (Xanadu 171)